# Buzz Lightyear
Buzz Lightyear este un personaj din franciza Povestea jucăriilor, creat de John Lasseter, Joe Ranft, Pete Docter și Andrew Stanton. În ediția originală a filmelor, vocea personajului este interpretată de Tim Allen.